# Abdul-Khalim Sadulàiev
Abdul-Khalim Abu-Salamovitx Sadulàiev (en rus: Шейх Абдул-Халим), (1967-2006), fou un clergue i polític txetxè, quart president de la República Txetxena d'Itxkèria, el govern dels independentistes txetxens, del 2005 al 2006.
Va néixer a Argun (RSSA Txetxena-Ingúixia) el 1967 dins del teip Ustradoi, molt influent a Argun i a la plana central a l'est de Grozni o Djokharkala. Va estudiar filologia a la universitat de Txetxènia fins que va esclatar la guerra el 1994, en què va formar part de la resistència contra les tropes russes. El 1996 va iniciar estudis islàmics i va començar a aparèixer a la televisió de la Txetxènia independent. Va fer el pelegrinatge a La Meca al front de la comunitat islàmica d'Argun, en el seu únic viatge a l'estranger. Així va seguir fins a la segona invasió russa de 1999. Aslan Maskhadov el va nomenar membre de la comissió constitucional per la reforma segons la xara que era presidida per Akhmad Kadírov (després president de la Txetxènia pro-federal, i assassinat pels rebels el 2004). Quan Kadírov va abandonar les posicions independentistes, va continuar la lluita al front de les milícies d'Argun.
El 2002 fou designat vicepresident constitucional. El 2003 la seva dona fou detinguda pel FSB (antic KGB) i se li va exigir la rendició a canvi de l'alliberament de la muller, però Sadulàiev s'hi va negar i la seva dona fou assassinada. Va accedir a la presidència el 2005 després de la mort en combat del president Aslan Maskhàdov. Va morir assassainat a Argun el 17 de juny de 2006.